# Reydon
Reydon és un poble dels Estats Units a l'estat d'Oklahoma. Segons el cens del 2000 tenia 177 habitants.

## Demografia
Segons el cens del 2000, Reydon tenia 177 habitants, 77 habitatges, i 46 famílies. La densitat de població era de 155,3 habitants per km².
Dels 77 habitatges en un 32,5% hi vivien nens de menys de 18 anys, en un 46,8% hi vivien parelles casades, en un 11,7% dones solteres, i en un 39% no eren unitats familiars. En el 37,7% dels habitatges hi vivien persones soles el 23,4% de les quals corresponia a persones de 65 anys o més que vivien soles. El nombre mitjà de persones vivint en cada habitatge era de 2,3 i el nombre mitjà de persones que vivien en cada família era de 3,02.
Per edats la població es repartia de la següent manera: un 27,7% tenia menys de 18 anys, un 6,2% entre 18 i 24, un 24,9% entre 25 i 44, un 27,1% de 45 a 60 i un 14,1% 65 anys o més.
L'edat mediana era de 39 anys. Per cada 100 dones de 18 o més anys hi havia 80,3 homes.
La renda mediana per habitatge era de 25.750 $ i la renda mediana per família de 30.000 $. Els homes tenien una renda mediana de 19.583 $ mentre que les dones 23.438 $. La renda per capita de la població era de 16.721 $. Cap de les famílies i l'11,2% de la població estaven per davall del llindar de pobresa.

## Poblacions més properes
El següent diagrama mostra les poblacions més properes.